# Pouy-sur-Vannes

Pouy-sur-Vannes este o comună în departamentul Aube din nord-estul Franței. În 2009 avea o populație de 145 de locuitori.